# Liste der Monuments historiques in La Roche-en-Brenil
Die Liste der Monuments historiques in La Roche-en-Brenil führt die Monuments historiques in der französischen Gemeinde La Roche-en-Brenil auf.

## Liste der Immobilien
| Bezeichnung                   | Beschreibung | Standort                                      | Kennzeichnung | Schutzstatus | Datum | Bild           |
| ----------------------------- | --- | --------------------------------------------- | ------------- | ------------ | ----- | -------------- |
| Château de La Roche-en-Brenil | Wasserburg, 12. Jahrhundert, im 16. Jahrhundert zum Schloss umgebaut; mit Kapelle, Wirtschaftsgebäude, Taubenturm, Wassergräben, zwei Brücken und Teilen der Innenausstattung | La Roche-en-Brenil, nördlich des Ortes (Lage) | PA00112777    | Inscrit      | 1992  | weitere Bilder |
| Zwei Menhire                  | | Montmilien, südlich des Ortes (Lage)          | PA00112607    | Classé       | 1889  |                |

## Liste der Objekte
| Bezeichnung                                      | Beschreibung                                                      | Standort                      | Kennzeichnung | Schutzstatus | Datum | Bild |
| ------------------------------------------------ | ----------------------------------------------------------------- | ----------------------------- | ------------- | ------------ | ----- | ---- |
| Liegefigur eines Seigneurs de La Roche-en-Brenil | Kalkstein, 13. Jahrhundert                                        | in der Kirche St-Alban (Lage) | PM21001862    | Classé       | 1910  |      |
| Kirchenfenster                                   | Buntglas, zweite Hälfte des 15. Jahrhunderts, 1931 neu arrangiert | in der Kirche St-Alban (Lage) | PM21001863    | Classé       | 1967  |      |